# 11537 Guericke
11537 Guericke è un asteroide della fascia principale. Scoperto nel 1992, presenta un'orbita caratterizzata da un semiasse maggiore pari a 2,1934714 UA e da un'eccentricità di 0,1456605, inclinata di 4,98240° rispetto all'eclittica.